# Шахрак-э-Шахид-Шарафат
Шахра́к-э-Шахи́д-Шарафа́т (перс. شهرك شهيدشرافت‎) — небольшой город на юго-западе Ирана, в остане Хузестан. Входит в состав шахрестана Шуштер.
На 2006 год население составляло 9 185 человек.

## География
Город находится на севере Хузестана, в северной части Хузестанской равнины, на высоте 70 метров над уровнем моря.
Шахрак-э-Шахид-Шарафат расположен на расстоянии приблизительно 80 километров к северу от Ахваза, административного центра остана и на расстоянии 460 километров к юго-западу от Тегерана, столицы страны.